# Хельзе
Хельзе (нем. Helse) — община в Германии, в земле Шлезвиг-Гольштейн. 
Входит в состав района Дитмаршен. Подчиняется управлению КЛьГ Марне-Ланд.  Население составляет 946 человек (на 31 декабря 2010 года). Занимает площадь 11,44 км².
Коммуна подразделяется на 9 сельских округов.